# Dianne Liesker
Dianne Liesker (Geldrop, 3 april 1974) is een Nederlandse comédienne.
Liesker is geboren in Geldrop en verhuisde op eenjarige leeftijd naar Leek in de provincie Groningen waar ze de lagere en middelbare school deed. Vervolgens studeerde ze journalistiek in Zwolle. Nadat ze haar diploma behaalde, liet ze zich onderwijzen door de Theateropleiding Selma Susanna te Amsterdam, waar opleidingen worden gegeven in het theater- en kleinkunstvak.
In 2006 bereikte ze de halve finale van de Culture Comedy Award. In 2007 sloot ze zich aan bij het comedygezelschap Comedytrain, waar zij tot begin 2009 speelde. In 2010 was Liesker een van de negen halvefinalisten van het Camerettenfestival. De finale haalde ze niet, maar ze ging wel naar huis met de persoonlijkheidsprijs.
In 2014 kwam haar eerst soloprogramma uit: Ik blijf verdomme hier!, waarvoor zij in datzelfde jaar de Verborgen Bokaal won. Met het nummer Nooit meer dansen haalde Liesker de landelijke media. Het nummer werd geschreven naar aanleiding van de zedenzaak tegen Robert M. en ze probeert daarin het verdriet dat een ouder voelt als zijn kind iets overkomt bespreekbaar te maken.
In 2015 deed ze mee aan de realityserie De Zeven Zeeën. Ze viel af in de eerste aflevering.